# Dzikie róże (film)
Dzikie róże – polski dramat filmowy z 2017 roku w reżyserii i według scenariusza Anny Jadowskiej. Zdjęcia do filmu powstały w Oleśnicy. Film wszedł na ekrany polskich kin 29 grudnia 2017 roku.

## Obsada
- Marta Nieradkiewicz jako Ewa
- Michał Żurawski jako mąż, Andrzej
- Konrad Skolimowski jako Marcel
- Matylda Paszczenko jako matka Marcela
- Halina Rasiakówna jako matka Ewy

## Fabuła
Mieszkająca na wsi młoda mężatka Ewa, matka dwojga dzieci, sama z pomocą matki prowadzi gospodarstwo, kiedy jej mąż Andrzej zarabia na rodzinę w Norwegii. W czasie wielomiesięcznej nieobecności męża, samotna, przeżywa romans z nastoletnim, zakochanym w niej chłopakiem. 